# Guangdong Development Bank
La Guangdong Development Bank (chinois simplifié : 广东发展银行 ; chinois traditionnel : 廣東發展銀行 ; pinyin : Guǎngdōng Fāzhǎn Yínháng) est une banque de Chine. Cette banque privée s'est développée à partir de 1988 dans la région du Guangdong.